# Leucania larga
Leucania larga là một loài bướm đêm trong họ Noctuidae.